# Canton (Georgie)
Canton je město v Cherokee County, v Georgii, ve Spojených státech amerických. V roce 2011 žilo ve městě 23055 obyvatel.

## Demografie
Podle sčítání lidí v roce 2000 žilo ve městě 3517 obyvatel, 2702 domácností a 650 rodin. V roce 2011 žilo ve městě 11335 mužů (49,2%), a 11720 žen (50,8%). Průměrný věk obyvatele je 31 let.